# Invocations/The Moth and the Flame
Albums de Keith Jarrett
Nude Ants
(1979) G.I. Gurdjieff: Sacred Hymns
(1980)
Invocations/The Moth and the Flame  est un album sur le label ECM du pianiste de  jazz Keith Jarrett.

## Titres
Disque 1
1. "Invocations-First (Solo Voice)" - 5:21
2. "Invocations-Second (Mirages,Realities)" - 8:58
3. "Invocations-Third (Power, Resolve)" - 7:32
4. "Invocations-Fourth (Shock, Scatter)" - 6:48
5. "Invocations-Fifth (Recognition)" - 5:04
6. "Invocations-Sixth (Celebration)" - 5:33
7. "Invocations-Seventh (Solo Voice)" - 3:04

Disque 2
1. "The Moth and the Flame Part 1" - 6:58
2. "The Moth and the Flame Part 2" - 5:36
3. "The Moth and the Flame Part 3" - 8:23
4. "The Moth and the Flame Part 4" - 8:07
5. "The Moth and the Flame Part 5" - 9:42

Toutes les compositions sont de Keith Jarrett. L'album est enregistré au Tonstudio Bauer de Louisbourg (Allemagne) en novembre 1979 (Disque 2) et à l'abbaye d'Ottobeuren (Allemagne) en novembre 1980 (Disque 1).

## Musiciens
- Keith Jarrett: saxophone soprano et grandes orgues (Disque 1), piano (Disque 2)